# Orthemis nodiplaga
Orthemis nodiplaga är en trollsländeart som beskrevs av Karsch 1891. Orthemis nodiplaga ingår i släktet Orthemis och familjen segeltrollsländor. IUCN kategoriserar arten globalt som livskraftig. Inga underarter finns listade i Catalogue of Life.